# Rudolf Šedý
Rudolf Šedý (25. srpna 1873, Jimramov – 28. června 1970, tamtéž) byl českobratrský duchovní, klíčová postava rozvoje evangelických sborů na severozápadní Moravě v meziválečném období. Farářská hodnost byla v roce 1969 Rudolfu Šedému udělena čestně.

## Významná humanitární mise
Rudolf Šedý se věnoval mj. péči o Čechy žijící v zahraničí a reemigranty z jejich řad. Po roce 1918, v letech hladomorů a epidemií, byl pověřen Kostnickou jednotou k cestě na Ukrajinu a Krym, kam dopravil humanitární pomoc z křesťanských sbírek. Z třetí cesty, v květnu 1924, dopravil českobratrský vikář do Československé republiky 78 převážně osiřelých dětí českých krajanů. Na organizování této humanitární mise spolupracovalo více subjektů jak v ČSR, tak v Sovětském svazu, avšak největší díl práce odvedl Rudolf Šedý. Šedesát devět dětí bylo umístěno v českých rodinách, devět pak ve zdravotních či sociálních ústavech. Většina dětí zůstala v ČSR natrvalo pro nejasnou státní příslušnost.